# Piotr Łazutin
Piotr Gieorgijewicz Łazutin (ros. Пётр Георгиевич Лазутин, ur. 1905 w Pietropawłowsku, zm. 1 października 1950 w Leningradzie) – radziecki działacz partyjny i państwowy.

## Życiorys
Od 1925 należał do RKP(b)/WKP(b), w latach 1927–1931 był kolejno II sekretarzem Kolejowego Komitetu Rejonowego Komsomołu w Pietropawłowsku, kierownikiem Wydziału Pracy Komitetu Okręgowego Komsomołu, członkiem Kolegium i inspektorem Ludowego Komisariatu Oświaty Kazachskiej ASRR, kierownikiem Wydziału Pracy Kazachskiego Komitetu Krajowego Komsomołu i szefem Zarządu Kadr Ludowego Komisariatu Pracy Kazachskiej ASRR. Od 1931 studiował w Leningradzkim Instytucie Chłodniczym, potem do grudnia 1937 był instruktorem Frunzeńskiego Komitetu Rejonowego WKP(b) w Leningradzie, 1937–1939 kierował Wydziałem Handlu Leningradzkiego Komitetu WKP(b), 1939–1941 był zastępcą kierownika Wydziału Kadr Komitetu Leningradzkiego Komitetu Miejskiego WKP(b). W latach 1941–1943 był sekretarzem Leningradzkiego Komitetu Miejskiego WKP(b) ds. handlu i Przemysłu, 1943–1944 kierownikiem Wydziału Przemysłu Spożywczego, Handlu i Żywienia Zbiorowego Leningradzkiego Komitetu Miejskiego WKP(b), od 1944 do lipca 1946 I zastępcą przewodniczącego, a od 4 lipca 1946 do 23 czerwca 1949 przewodniczącym Komitetu Wykonawczego Leningradzkiej Rady Miejskiej.
13 sierpnia 1949 został aresztowany w gabinecie Malenkowa w związku ze „sprawą leningradzką”, następnie skazany na śmierć i rozstrzelany. 30 kwietnia 1954 pośmiertnie zrehabilitowany.